# Gholamali Bayandor
L'amiral Gholam-Ali Bayandor (1898 - 1941) est un militaire iranien.
Bayandor fait ses études primaires et secondaires à Téhéran. En 1920, il est admis à l'École de l'Armée. Il commence sa carrière militaire avec le grade de 2e lieutenant. En 1921 et après avoir participé aux opérations de pacification du Mazandaran (province au nord de l'Iran), il reçoit la médaille d'or des opérations militaires de la main du Sardar Sepah (« Chef des forces armées »), le futur Reza Shah. Il se spécialise ensuite dans l'artillerie. 
En 1921, il suit des cours de perfectionnement à l'École spéciale militaire de Saint-Cyr et l'École de Guerre à Paris. En 1931, il fait partie des premiers officiers envoyés en Italie pour créer la future marine iranienne. Il est l'auteur d'un grand nombre de documents sur l'organisation de l'artillerie et de la marine. 
Le 25 août 1941 à 4 h 00 du matin, lors des premières attaques des forces britanniques contre la marine iranienne, l'Amiral Bayandor reste dans son navire qui a été touché par la Royal Navy et meurt avec ses hommes.

## Sources
- Richard A. Stewart, Sunrise at Abadan : The British and Soviet Invasion of Iran, 1941, Praeger Publishers, 21 novembre 1988, 303 p. (ISBN 978-0-275-92793-6)